# گلن اوچال
گلن اوچال (انگلیسی: Glenn Ochal؛ زادهٔ march ۱, ۱۹۸۶ (۳۹ سال)) ورزشکار روئینگ اهل ایالات متحده آمریکا است.
وی در مسابقات کشوری و بین‌المللی در مجموع برندهٔ ۱ مدال برنز شده‌است.